# 9. Kavallerie-Brigade (Deutsches Kaiserreich)
Die 9. Kavallerie-Brigade war ein Großverband der Preußischen Armee.

## Geschichte
Die 9. Kavallerie-Brigade wurde am 5. November 1816 als Kavallerie-Brigade der Truppen-Brigade in Glogau aufgestellt, am 5. September 1818 in Kavallerie-Brigade der 10. Division und am 22. Dezember 1819 in 10. Kavallerie-Brigade umbenannt. Ihre endgültige Bezeichnung erhielt sie am 28. Februar 1820.
Sie war bis zum Ausbruch des Ersten Weltkriegs Teil der 9. Division, die dem V. Armee-Korps in Posen zugeordnet war. Mit Kriegsbeginn gehörte der Verband bis zum 26. Dezember 1916 zur 5. Kavallerie-Division, die unter dem Höheren Kavallerie-Kommando Nr. 1, befehligt von General Götz von König, stand.

### Gliederung
- 1820 bis 1832

2. Leib-Husaren-Regiment und 1. Ulanen-Regiment (Westpreußisches)
- 1833 bis 1849

4. Kürassier-Regiment und 2. Leib-Husaren-Regiment
- 1850 bis-1851

4. Dragon r-Regiment und 2. Leib-Husaren-Regiment
- 1852 bis 1859

5. Kürassier-Regiment und 4. Dragoner-Regiment
- 1860 bis 1867

Westpreuβisches Kürassier-Regiment Nr.5, 1. Schlesisches Dragoner-Regiment Nr.4, Posensches Ulanen-Regiment Nr.10, 5. schweres Landwehr-Reiter-Regiment, 4. Landwehr-Dragoner-Regiment
- 1868 bis 1890

Westpreuβisches Kürassier-Regiment Nr.5, 1. Schlesisches Dragoner-Regiment Nr.4, Posensches Ulanen-Regiment Nr.10
- 1890 bis 1914

Dragoner-Regiment von Bredow (1. Schlesisches) Nr.4 und Ulanen-Regiment Prinz August von Württemberg (Posensches) Nr.10
- Kriegsgliederung 1914

Wie vor, zusätzlich Infanterie-Regiment Nr. 373

### Deutscher Krieg 1866
Im Krieg Preußens gegen das Kaisertum Österreich nahm die Brigade unter Führung des |Generalmajors von Witzleben im Juli 1866 an der entscheidenden Schlacht bei Königgrätz teil.

### Deutsch-Französischer Krieg 1870/1871
Otto von Bernhardi
Mit Beginn des Krieges gegen Frankreich übernahm General Otto von Bernhardi das Kommando über die Brigade und führte sie im Verbund und der 4. Kavallerie-Division in den Schlachten bei Weißenburg, Wörth, Loigny, Beaugency und Le Mans. 
Auch war sie an der Schlacht bei Wörth am 6. August 1870 beteiligt.

### Erster Weltkrieg
Mit Beginn des Krieges war die Brigade im Verband der 5. Kavallerie-Division an den Kämpfen an der Westfront beteiligt, bis sie Ende Oktober 1914 an die Ostfront verlegt wurde und dort bis zum Kriegsende verblieb.
Zu den Kampfhandlungen, Gefechten und Schlachten siehe Kampfgeschehen der 5. Kavallerie-Division.

### Brigadekommandeure
| Name                                         | Datum                                              |
| -------------------------------------------- | -------------------------------------------------- |
| Hans Karl Christoph von Werder               | 20. August 1816 bis 29. Oktober 1825               |
| Carl Ludwig von Zastrow                      | 30. Oktober 1825 bis 29. März 1835                 |
| Friedrich von Blankenburg                    | 30. März 1835 bis 29. März 1840                    |
| Friedrich Wilhelm von Duncker                | 30. März 1840 bis 12. April 1848                   |
| Ludwig Graf von Werder                       | 13. April 1848 bis 17. April 1850                  |
| Gustav Julius von Wechmar                    | 18. April 1850 bis 12. Juli 1854                   |
| Ferdinand von Schlippenbach                  | 13. Juli 1854 bis 3. Dezember 1858                 |
| Anton von Pfuhlstein                         | 4. Dezember 1858 bis 22. Juni 1859                 |
| Wilhelm Alexander von Salisch                | 23. Juni 1859 bis 28. Januar 1863                  |
| Julius von Hartmann                          | 29. Januar 1863 bis 17. April 1865                 |
| Job von Witzleben                            | 18. April 1865 bis 17. Mai 1867                    |
| Hermann von Besser                           | 18. Mai 1867 bis 17. Juni 1869                     |
| Hiob von Hontheim                            | 18. Juni 1869 bis 6. Januar 1871                   |
| Theodor Viktor von Schauroth                 | 7. Januar 1871 bis 15. Oktober 1873                |
| Ernst von Trotha                             | 16. Oktober 1873 bis 7. Juni 1875                  |
| Gustav von Barnekow                          | 8. Juni 1875 bis 14. Juni 1875                     |
| Rudolf von Waldow                            | 15. Juni 1875 bis 11. Oktober 1875                 |
| Wilhelm von Winterfeldt                      | 12. Oktober 1875 bis 11. Oktober 1879              |
| Alfred von Rauch                             | 12. Oktober 1879 bis 12. Dezember 1880             |
| Otto von Frankenberg-Lüttwitz                | 13. Dezember 1880 bis 14. Januar 1887              |
| Ferdinand von Stein-Liebenstein zu Barchfeld | 15. Januar 1887 bis 12. August 1889                |
| Friedrich von Dincklage-Campe                | 13. August 1889 bis 27. Juli 1892                  |
| Karl von Stünzner                            | 28. Juli 1892 bis 13. November 1894                |
| Bernhard von Bärensprung                     | 14. November 1894 bis 17. Mai 1897                 |
| Armand von Ardenne                           | 18. Mai 1897 bis 17. Mai 1901                      |
| Eugen von Koblinski                          | 18. Mai 1901 bis 17. April 1903                    |
| Johann Mauritius Graf von Brühl              | 18. April 1903 bis 17. Oktober 1907                |
| Reinhold von Etten                           | 18. Oktober 1907 bis 9. März 1911                  |
| Louis von Brauchitsch                        | 10. März 1911 bis 19. Juli 1912                    |
| Rudolf Rusche                                | 20. Juli 1912 bis 22. August 1916                  |
| Leopold Freiherr von Maltzahn                | 23. August 1916 bis 28. Dezember 1916              |
| Karl von Kaufmann                            | 29. Dezember 1916 bis 21. April 1917               |
| Leopold Freiherr von Maltzahn                | 22. April 1917 bis 26. Juli 1919 (Demobilisierung) |